# Morazán (filme)
Morazán é um filme de drama  de 2017 dirigido e escrito por Hispano Durón. Foi selecionado como representante de seu país ao Oscar de melhor filme estrangeiro em 2018.

## Elenco
- Orlando Valenzuela - Francisco Morazán
- Tito Estrada - Antonio Pinto Soares
- Melissa Merlo - María Josefa Lastiri
- Gabriel Ochoa - José Trinidad Cabañas